# Hørup Centralskole
Hørup Centralskole er en folkeskole beliggende i Kirke Hørup på Sydals i Sønderborg Kommune, Danmark. Skolen tilbyder undervisning fra børnehaveklasse til 9. klasse og er en del af det kommunale folkeskolesystem. Hørup Centralskole dækker primært et geografisk opland på det sydlige Als og er den største skole på Sydals målt på elevtal.

## Historie
Hørup Centralskole var oprindeligt Hørup Skole, grundlagt i 1875, men senere blev den opført som en centralskole i 1965 i forbindelse med strukturændringer i det danske skolevæsen. I denne periode blev en række mindre landsbyskoler nedlagt og erstattet af større enheder, der kunne rumme flere elever og tilbyde udvidede faciliteter samt mulighed for faglig specialisering.
Skolen har siden sin etablering gennemgået flere moderniseringer og bygningsmæssige udvidelser for at imødekomme ændringer i elevtal og udviklingen i undervisningsformer. I 2015 blev skolens 50-års jubilæum markeret med arrangementer for nuværende og tidligere elever samt medarbejdere.